# Gluhoća
Gluhoću je moguće različito definirati, ovisno o tome promatramo li je u kulturnom ili medicinskom kontekstu. U medicinskom kontekstu, gluhoća je gubitak sluha koji osobi onemogućuje razumijevanje govornoga jezika te je audiološko stanje. U ovom kontekstu piše se malim slovom g. Pojam se kasnije počeo koristiti u kulturnome kontekstu za one koji primarno komuniciraju znakovnim jezikom bez obzira na stanje sluha, te se tada piše Gluhi i naziva se "Gluhi s velikim G". Dvije se definicije donekle preklapaju, ali nisu identične, pošto gubitak sluha uključuje slučajeve koji nisu dovoljno teški da utječu na razumijevanje govornoga jezika, dok kulturološka gluhoća uključuje i čujuće osobe koje koriste znakovni jezik, poput djece gluhih odraslih osoba.

## Medicinski kontekst
U medicinskom kontekstu, gluhoća se definira kao stupanj sluha koji osobi onemogućuje razumijevanje govora, čak ni uz pojačanje zvuka pomagalom, odnosno amplifikaciju. Kod gluhoće, osoba neće zamijetiti čak ni zvukove najvećeg intenziteta koje proizvodi audiometar (instrument koji se koristi za mjerenje sluha stvaranjem čistih tonova različitih frekvencija). Kod potpune gluhoće ne mogu se čuti nikakvi zvukovi, bez obzira na pojačanje.
Gluhoća se može podijeliti na četiri vrste gubitka sluha: konduktivni gubitak sluha, senzorineuralni gubitak sluha, mješoviti gubitak sluha i poremećaj iz spektra slušne neuropatije. Svi ovi oblici gubitka sluha uzrokuju oštećenje sluha pri čemu osoba ne može pravilno čuti zvukove. Navedene različite vrste gubitka sluha nastaju u različitim dijelovima uha, što otežava pravilno prenošenje slušnih informacija prema mozgu. Točnije, postoje tri stupnja gubitka sluha. Prema CDC-u (Američki centar za kontrolu i prevenciju bolesti), prva je razina blagi gubitak sluha. Osoba s blagim gubitkom sluha još uvijek može čuti zvukove, ali teže čuje tiše zvukove. Druga je razina umjereni gubitak sluha te tada osoba ne čuje gotovo ništa kada netko s njom razgovara normalnom glasnoćom. Sljedeća je razina teški gubitak sluha. Osoba tada ne može čuti zvukove normalne glasnoće, odnosno može čuti samo rijetke glasne zvukove. Konačna razina je potpuni gubitak sluha kada osoba ne može čuti nikakve zvukove.
U svijetu postoje milijuni ljudi koji žive s gluhoćom ili nagluhošću. Američko istraživanje pokazuje da je manje od 1 na 20 Amerikanaca trenutno gluho ili nagluho. Dostupne su mnoge prilagodbe za osobe s oštećenjem sluha. Takve su prilagodbe primjerice treptanje svjetala na telefonu, budilici ili stvarima koje su važne za upozorenje. Kohlearni implantati također su jedna od opcija. Kohlearni implantati kirurški su postavljeni uređaji koji stimuliraju kohlearni živac kako bi osobi omogućili čujnost. 

## Kulturni kontekst
U kulturnom kontekstu, kultura Gluhih odnosi se na usko povezanu kulturnu skupinu ljudi kojima je prvi jezik znakovni jezik i koji prakticiraju društvene i kulturne norme različite od onih u čujućoj zajednici. Ova zajednica ne uključuje automatski sve one koji su medicinski ili zakonski gluhi, niti isključuje svaku čujuću osobu. Prema Baker i Padden, zajednica Gluhih uključuje svaku osobu koja se "identificira kao član zajednice Gluhih, a drugi članovi prihvaćaju tu osobu kao dio zajednice". Primjer su čujućih pripadnika djeca gluhih roditelja. Kultura Gluhih također uključuje skup društvenih uvjerenja, ponašanja, umjetnosti, književnih tradicija, povijesti, vrijednosti i zajedničkih institucija zajednica koje su pod utjecajem gluhoće i koje koriste znakovne jezike kao glavno sredstvo komunikacije. Članovi zajednice Gluhih skloni su gledati na gluhoću kao na različitost, a ne kao invalidnost ili bolest.
Još uvijek mnoge osobe bez invalidnosti i dalje pretpostavljaju da su gluhe osobe nesamostalne i ne pružaju im podršku osim u vidu slušnih pomagala. Različite nevladine udruge diljem svijeta kreirale su programe za smanjenje jaza između gluhih osoba i osoba bez invalidnosti u zemljama u razvoju. Organizacija Quota International sa sjedištem u Sjedinjenim Američkim Državama pružila je golemu obrazovnu potporu na Filipinima, gdje je započela pružanje besplatnoga obrazovanja gluhe djece u Centru za gluhe Leganes. Britanska organizacija Sounds Seekers također je pružila podršku ponudivši tehnologiju za održavanje audiološke opreme, kako bi bolje pomogla gluhima koji žive u udaljenijim ili teško dostupnim krajevima. Zaklada Nippon također podržava gluhe studente na Sveučilištu Gallaudet i Nacionalnom tehničkom institutu za gluhe, kroz sponzoriranje međunarodnih programa stipendiranja kako bi potaknula studente da postanu budući predvodnici u zajednici Gluhih. Kada više ljudi shvati kako iskoristiti svoju privilegiju za izjednačavanje mogućnosti marginaliziranih skupina u zajednici, tada možemo izgraditi inkluzivnije i tolerantnije okruženje za generacije koje tek dolaze.

## Povijest
Prvi poznati povijesni zapis o znakovnome jeziku potječe iz Platonova Kratila, napisanog u 5. stoljeću pr. Kr. U dijalogu o "ispravnosti imena", Sokrat kaže: "Da nemamo glas ili jezik i da želimo izraziti stvari jedni drugima, ne bismo li pokušali dati znakove pomicanjem ruku, glave i drugih dijelova tijela, baš kao što danas rade nijemi ljudi" Njegovo uvjerenje da gluhi ljudi posjeduju urođenu inteligenciju za jezik dovelo ga je u sukob s njegovim učenikom Aristotelom, koji je rekao: "Oni koji su rođeni gluhi postaju umrtvljeni i nesposobni za razum" i da je "nemoguće rasuđivati bez da možeš čuti".
Ova će izjava utjecati na naredna stoljeća i tek će se u 17. stoljeću početi pojavljivati ručne abecede, kao i razne rasprave o obrazovanju gluhih, kao što je Reducción de las letras y arte para enseñar a hablar a los mudos ('Redukcija slova i umjetnost učenja govora nijemih ljudi'), koju je napisao Juan Pablo Bonet u Madridu 1620., te Didascalocophus, ili Učitelj gluhog i nijemog čovjeka, koju je napisao George Dalgarno 1680.
Godine 1760. francuski filantrop i učitelj Charles-Michel de l'Épée otvorio je prvu javnu školu za gluhe na svijetu. Škola je 1791. dobila odobrenje za državno financiranje i postala je poznata kao "Institution Nationale des Sourds-Muets à Paris". Škola je potaknula otvaranje današnje Američke škole za gluhe, najstarije škole za gluhe u Sjedinjenim Američkim Državama koja djeluje u kontinuitetu, a posredno i Sveučilišta Gallaudet, prve svjetske škole za više obrazovanje gluhih i nagluhih. Gallaudet je do danas jedina visokoškolska ustanova u kojoj su svi programi i usluge posebno osmišljeni za gluhe i nagluhe studente.